# Lactistomyia serrata
Lactistomyia serrata är en tvåvingeart som beskrevs av Mario Bezzi 1909. Lactistomyia serrata ingår i släktet Lactistomyia och familjen puckeldansflugor. Inga underarter finns listade i Catalogue of Life.